# Jardins du Trocadéro
Pour les articles homonymes, voir Trocadéro.
Les jardins du Trocadéro sont situés dans le 16e arrondissement de Paris, face à la Seine. Ils ont une superficie de 93 930 m2.
Ce jardin fut créé pour l'Exposition spécialisée de 1937 sur l'emplacement du précédent jardin du palais du Trocadéro réalisé par Adolphe Alphand pour l'Exposition universelle de 1878. Il est bordé par le palais de Chaillot.

## Accès
Ce site est desservi par les lignes 6 et 9 à la station de métro Trocadéro.

## Géologie
« Ces jardins ont été aménagés à l'origine sous Napoléon III à l'emplacement d'anciennes carrières à ciel ouvert de calcaire grossier. En effet la Seine coule au niveau du Trocadéro sur les argiles plastiques du Sparnacien (argiles de Vaugirard) et au-dessus on trouve toute la séquence du calcaire grossier Lutétien surmontés par les Marnes et Caillasses et au sommet de la colline les Sables de Beauchamp et un peu de calcaire de Saint-Ouen. ».

## Historique

### Avant 1878
Les jardins sont situés sur l'ancien domaine du couvent des Visitandines de Chaillot, antérieurement parc et château de Chaillot et, au sud-ouest, sur une petite partie de celui du couvent des Minimes de Chaillot.
En 1787, le mur des Fermiers généraux longe le mur de séparation entre le couvent des visitandines et le couvent des Minimes plaçant celui-ci à l'extérieur de la Ville de Paris sur le territoire de l'ancien village puis à partir de 1790 commune Passy. Ces couvents ont été fermés en 1790, les bâtiments de celui des Visitandines détruits en 1794 par une explosion et les terrains vendus comme biens nationaux à différents propriétaires privés. Les terrains de l'ancien domaine des Visitandines sont acquis par l'État en 1811-1813 pour le projet abandonné du palais du Roi de Rome.
Ce projet et le pont d'Iéna construit entre 1804 et 1813 ancrent le site comme lieu solennel sur un axe partant de l'École militaire sur la rive gauche. Le site fait encore l’objet de nombreux projets au cours du XIXe siècle.
En 1824, la monarchie de la Restauration commande à l’architecte Antoine-Marie Peyre un ensemble d’habitations d’influence romaine en demi-cercle autour d’une grande fontaine surmontée d'un obélisque commérant la bataille du Trocadéro du 31 août 1823 où un corps expéditionnaire français enleva le fort du Trocadéro écrasant le régime parlementaire en place pour réinstaller sur le trône le roi Ferdinand VII. Cet ensemble ne fut pas réalisé.
En 1826, un spectacle comprenant une reconstitution de cette bataille a lieu, la colline de Chaillot figurant le fort du Trocadéro.
Par métonymie, le site de Chaillot avec la place aménagée en 1869 au sommet et les jardins en contrebas fait référence à la bataille du Trocadéro.
Plusieurs projets sans suite sont encore proposés pour couronner la colline, un mausolée sur le tombeau de Napoléon par Antoine Étex en 1841, une statue monumentale de Napoléon par Hector Moreau en 1841, un palais du peuple en 1848, un arc de triomphe dessiné par Gabriel Davioud en 1856.

Deux projets abandonnés pour la colline de Chaillot
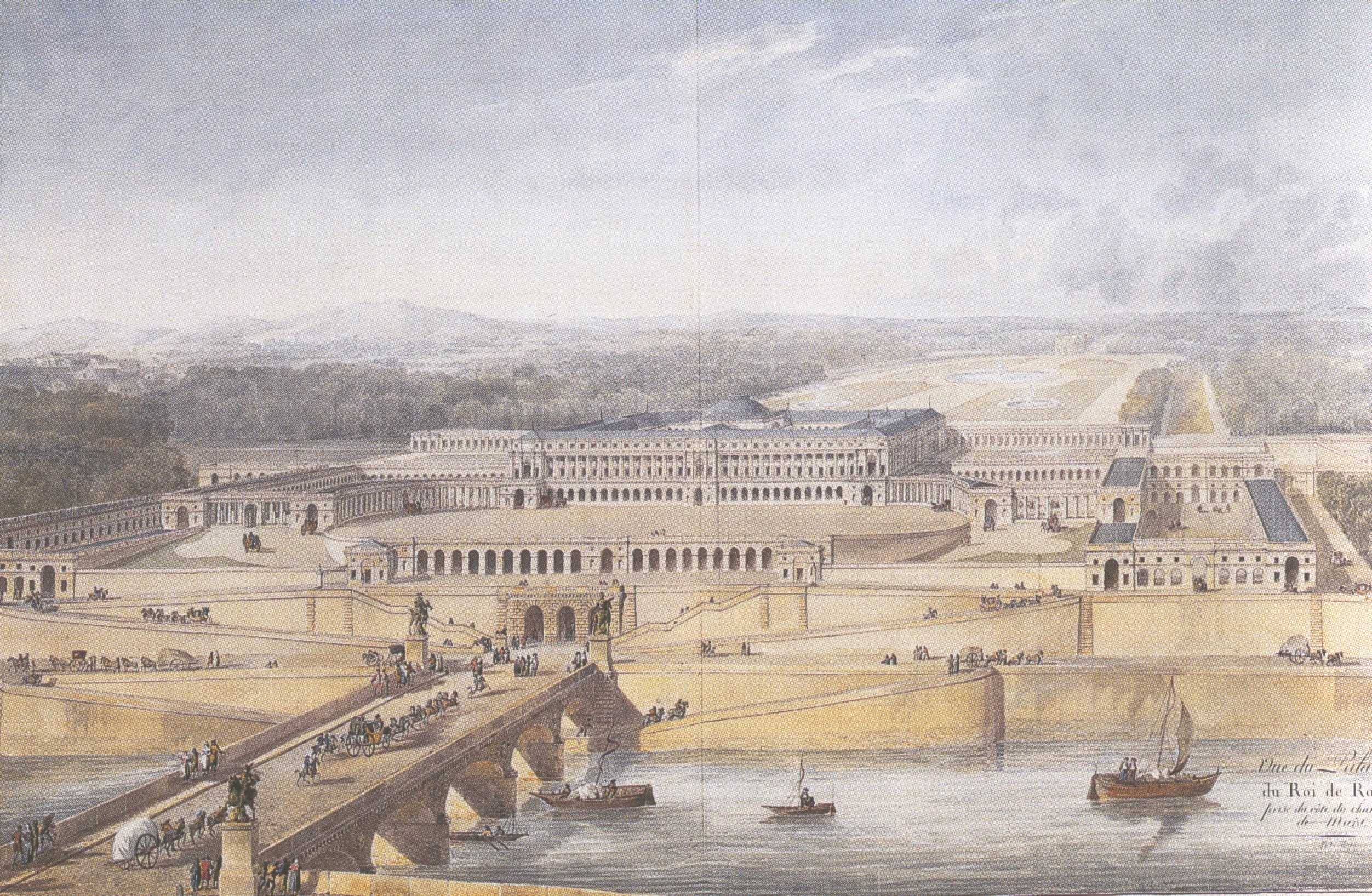
Palais du Roi de Rome.
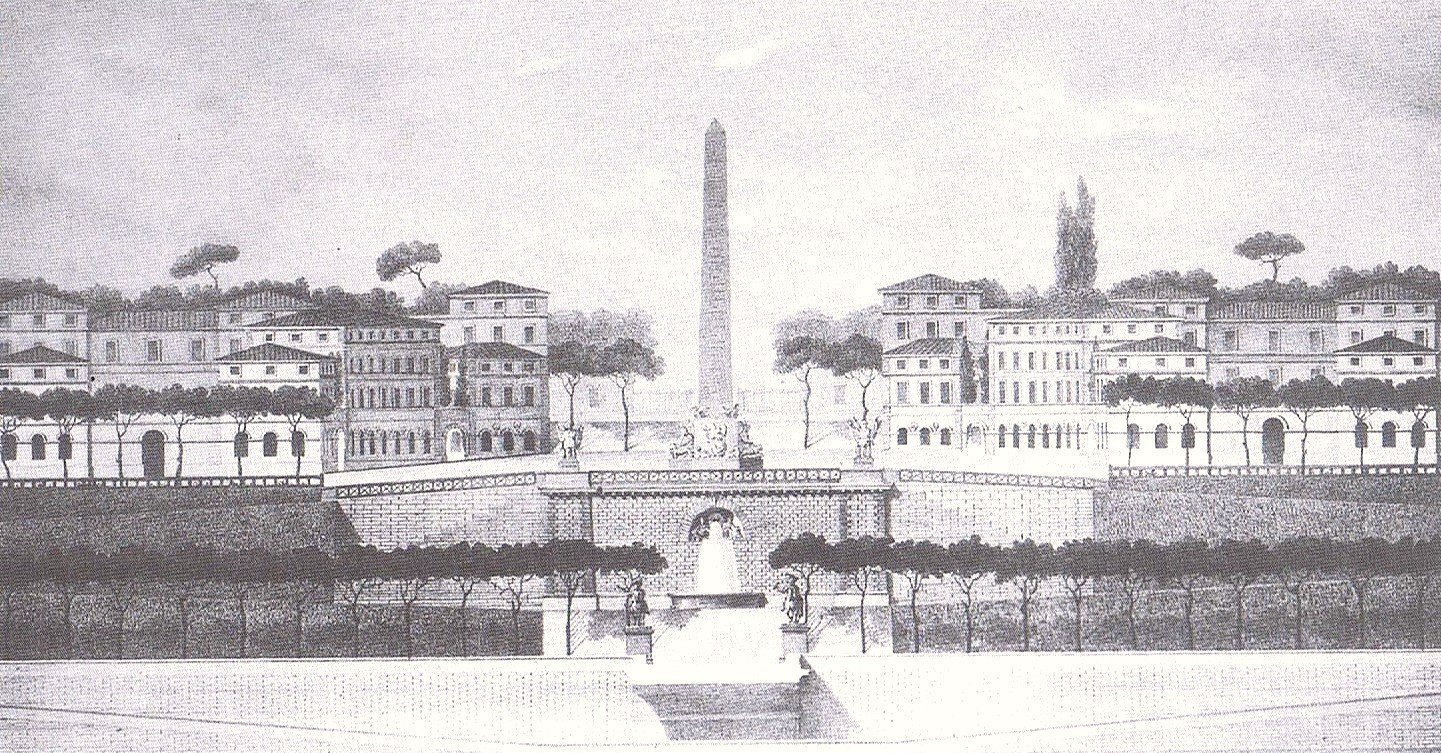
Villa du Trocadéro.

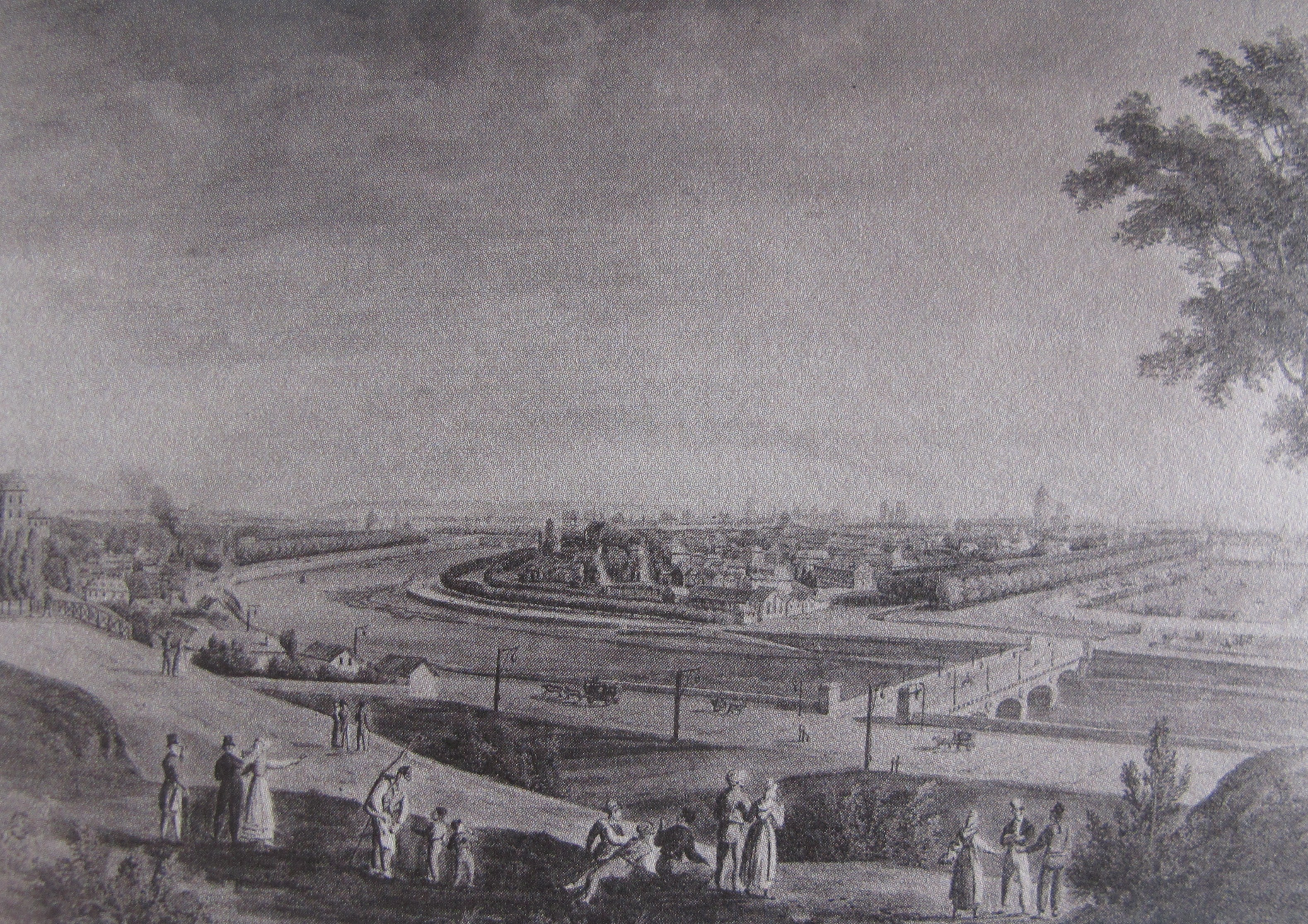
Vue depuis la colline de Chaillot vers 1830.

Le site reste une friche parcourue par plusieurs voies : la rue des Batailles parallèle à la Seine reliant la barrière Franklin (approximativement dans l’axe de l’actuel boulevard Delessert) à la partie de cette rue dans le quartier de Chaillot (à l'emplacement de l’avenue d’Iéna), l’avenue de la rampe comportant deux voies symétriques escaladant la colline rejoignant une avenue située au milieu de l'emplacement de l'actuelle place du Trocadéro et une avenue dans le prolongement du pont d’Iéna formant un T avec la rue des Batailles.
En 1860, le mur d'octroi est déplacé à l'enceinte de Thiers. Le mur des fermiers généraux et les anciennes barrières d'octroi, barrière Franklin, barrière des Batailles (à l'angle du boulevard Delessert et de l'actuelle rue Le Nôtre, ancienne barrière Sainte-Marie fermée en 1845 (à l'emplacement du square de Yorktown, nouvelle barrière de Sainte-Marie (au débouché de l'avenue d'Eylau sur la place du Trocadéro) devenus inutiles sont détruits.
En 1867, le sommet de la colline est arasé de 3 mètres pour aménager la place circulaire du Roi de Rome, place du Trocadéro depuis 1877, et un escalier est créé au sud-est de cette place dans l’axe du pont d’Iéna.
Une large avenue reliant la rue Delessert (voie ayant précédé l'actuel boulevard Delessert) à l'avenue d'Iéna aménagée au début des années 1860. Cette avenue plus proche de la Seine que la rue des Batailles qu'elle remplace est entourée de pelouses.
Ce sont les acquisitions de terrains par l'État en 1811-1813 puis les terrassements effectués dans les années 1860 qui ont permis la construction du palais du Trocadéro sur la colline de Chaillot et l'aménagement des jardins en 1878 en contrebas.

Évolution du site des jardins du Trocadéro
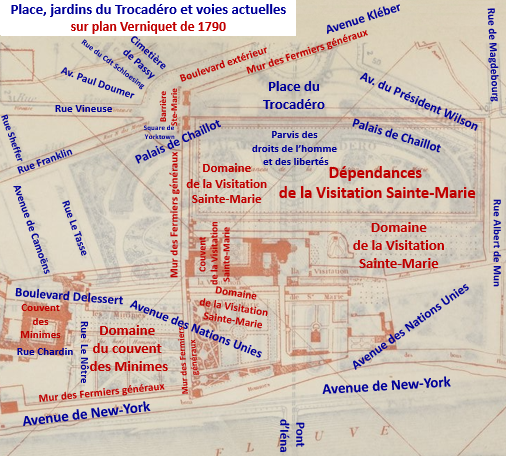
Site des futurs jardins Trocadéro sur plan de Verniquet (1790).
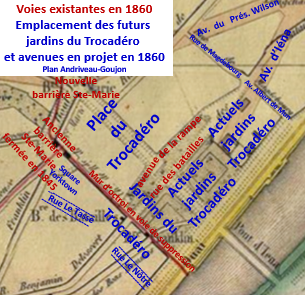
Emplacement des futurs jardins du Trocadéro sur plan de 1860.
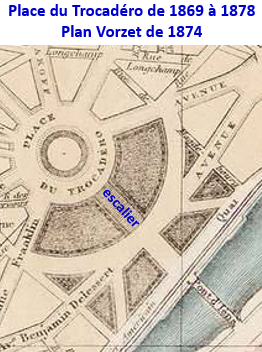
La place et les jardins du Trocadéro de 1869 à 1878.
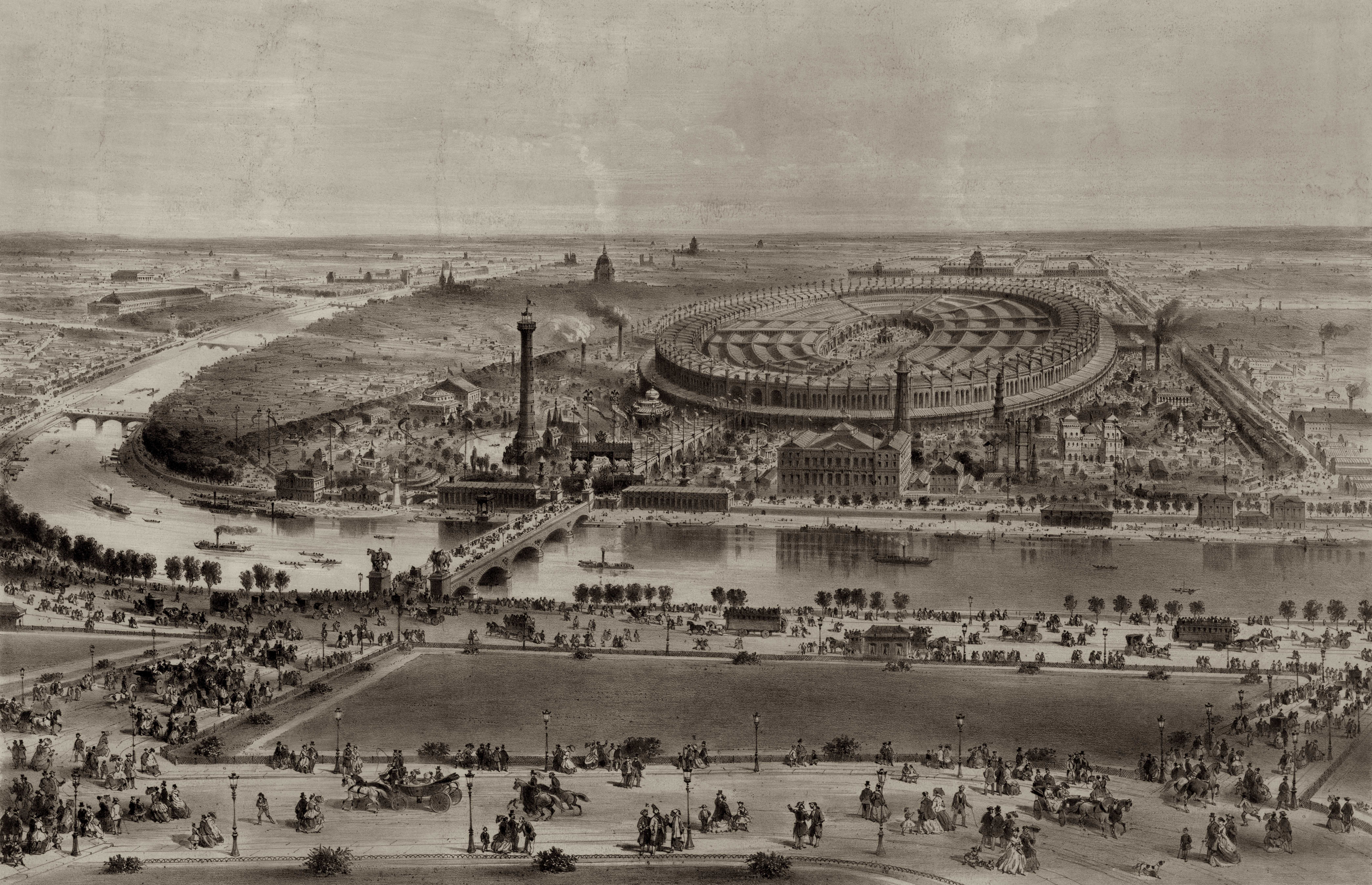
Emplacement des futurs jardins vu lors de l’exposition de 1867.
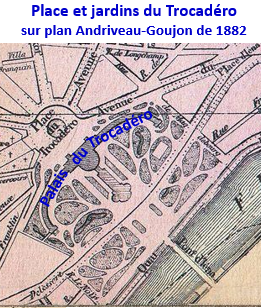
La place et les jardins du Trocadéro sur plan de 1882.

### Jardins de 1878
L'ingénieur Adolphe Alphand, spécialiste des jardins parisiens et des mises en scène de cascades, est responsable de ces espaces extérieurs. Les jardins sont organisés autour d'une cascade. Ils comptent plusieurs statues, dont le Bœuf d'Auguste Caïn et le Cheval à la herse de Pierre Louis Rouillard qui font face à la Seine et au palais du Champ-de-Mars construit en face par Léopold Hardy pour l'exposition de 1878. Lors de l'exposition, un immense aquarium d'eau douce avait été créé sous les jardins, en partie dans d'anciennes carrières de pierre.
Autour de la fontaine se trouvent quatre sculptures en bronze, Le Cheval à la herse par Pierre Louis Rouillard, Le Jeune éléphant pris au piège par Emmanuel Frémiet, Le Rhinocéros par Henri-Alfred Jacquemart et Le Bœuf par Auguste Cain, qui se trouvent depuis 1985 pour les trois premières à Paris devant le musée d'Orsay, et à Nîmes pour la dernière,.

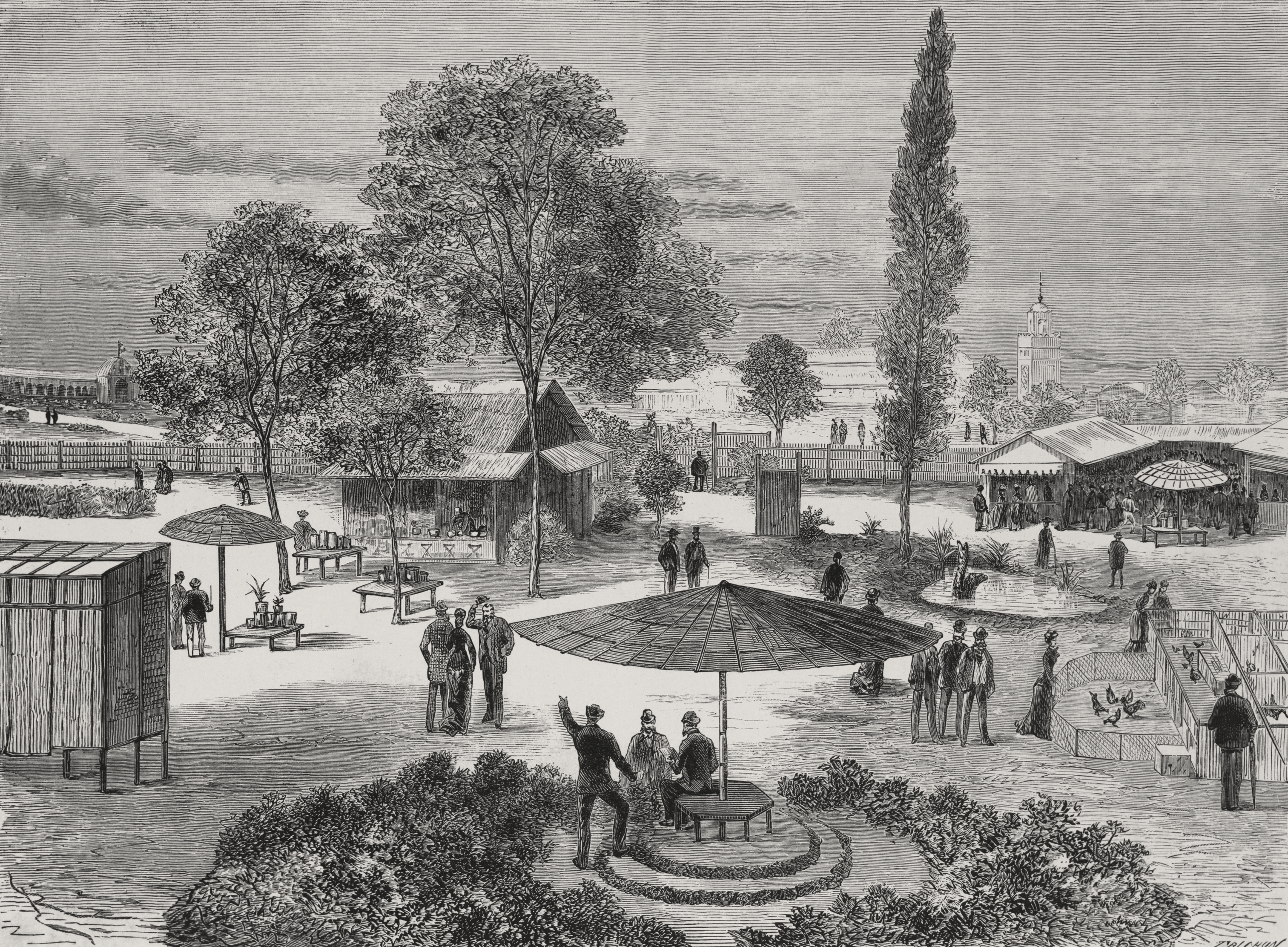
La ferme japonaise dans les jardins pendant l'Exposition universelle de 1878.
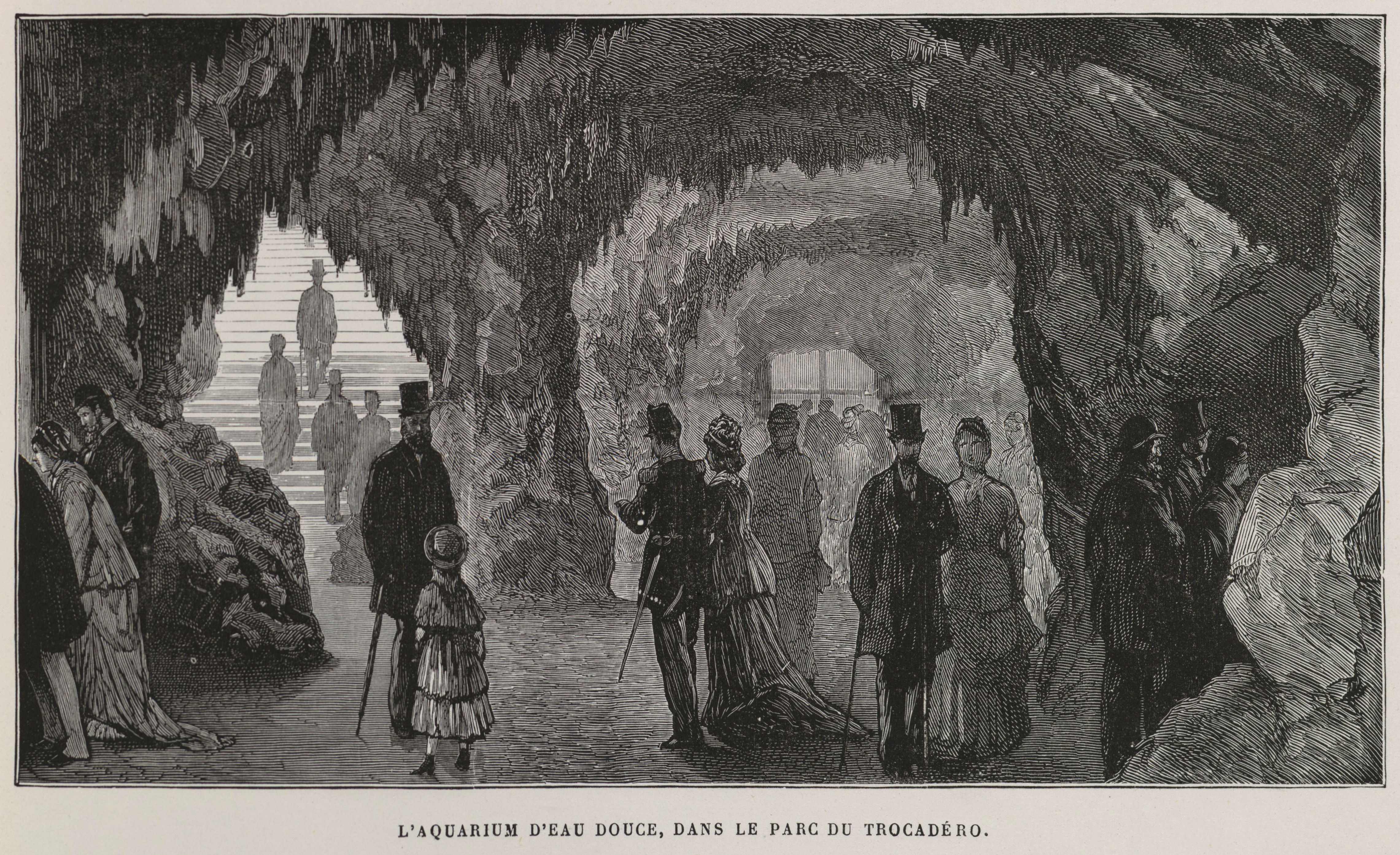
L'aquarium d'eau douce, sous les jardins, à la même époque.
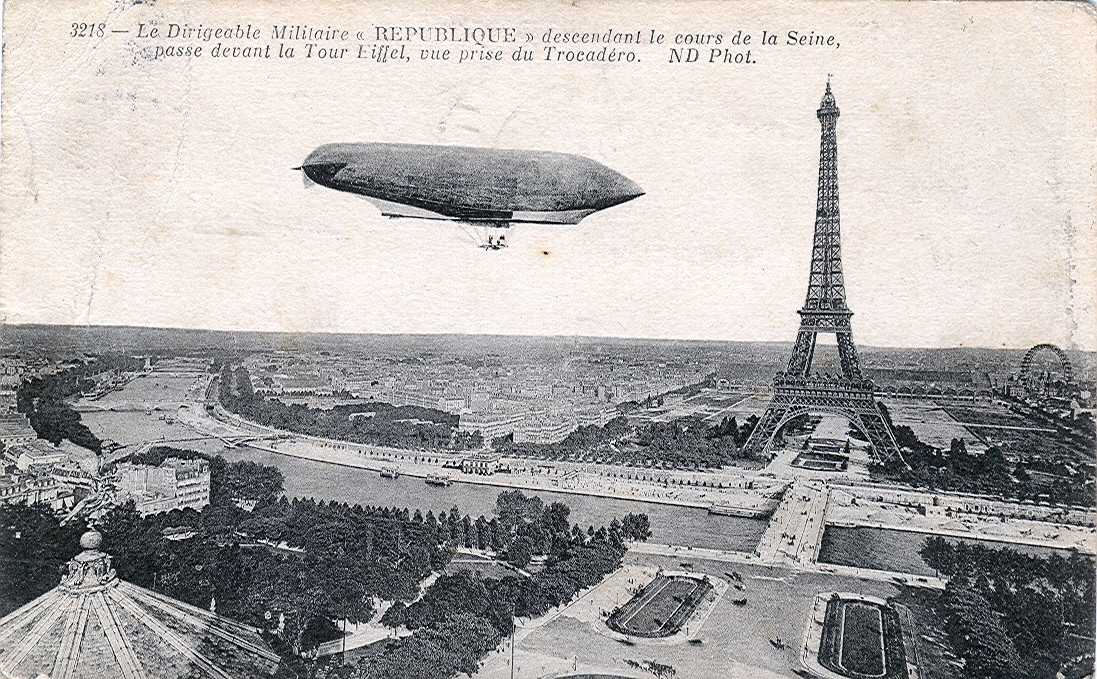
Un dirigeable survolant les jardins du Trocadéro, en 1908-1909.
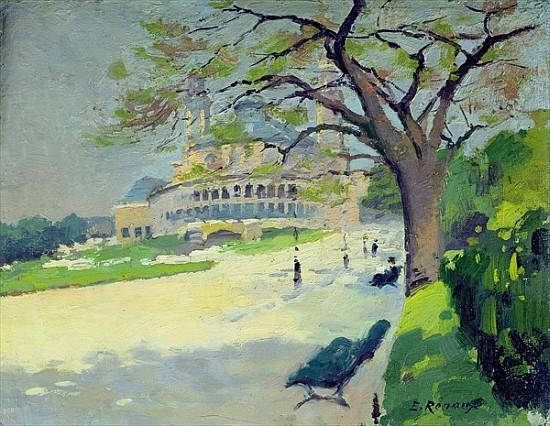
Le palais et les jardins du Trocadéro sur une peinture de Jules Ernest Renoux.

Dans la partie ouest des jardins se trouvent deux éléments architecturaux issues de ruines des incendies de Paris pendant la Commune (1871) : une fenêtre du palais des Tuileries  (à gauche),, et une lucarne de l'ancien Hôtel de Ville (à droite).

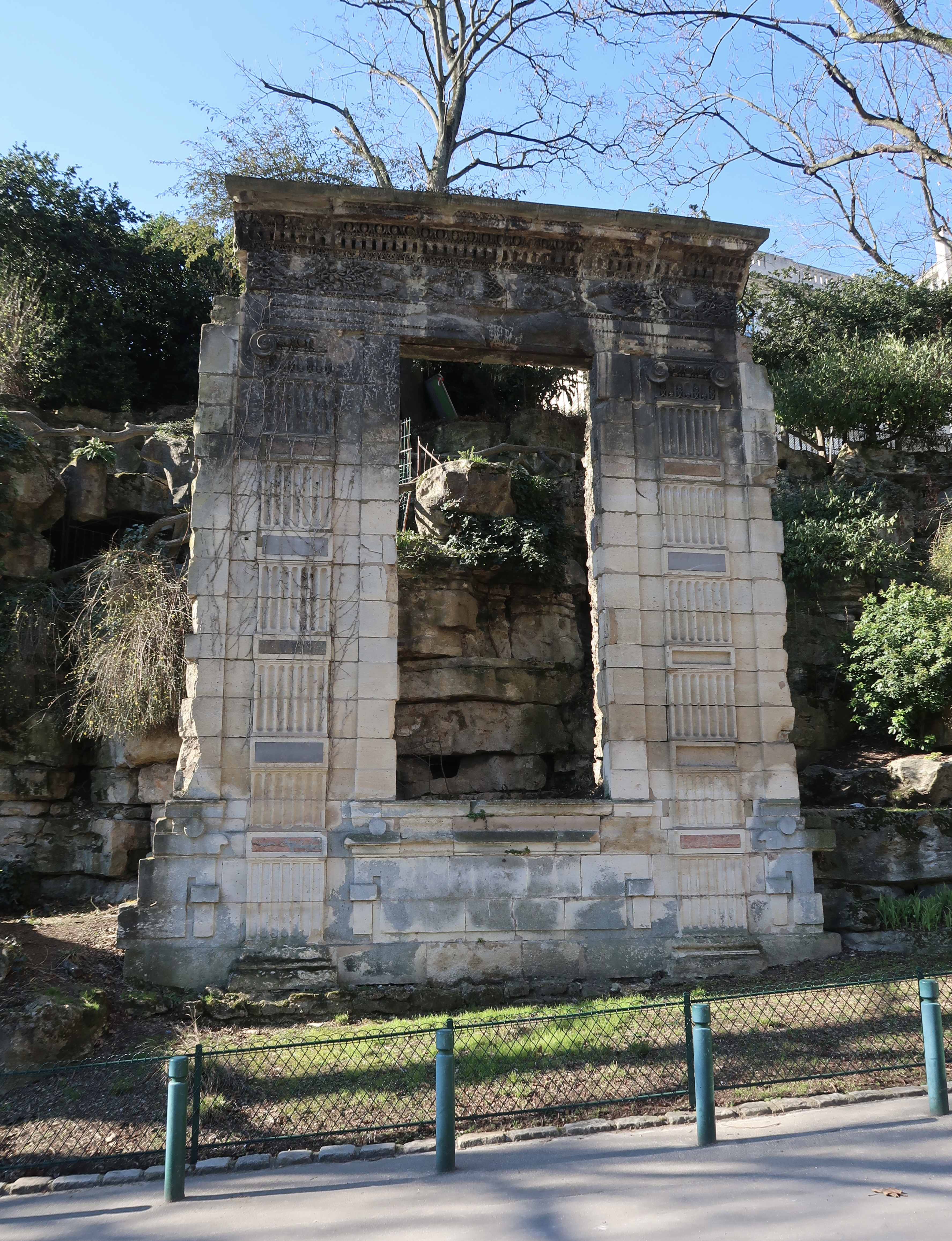
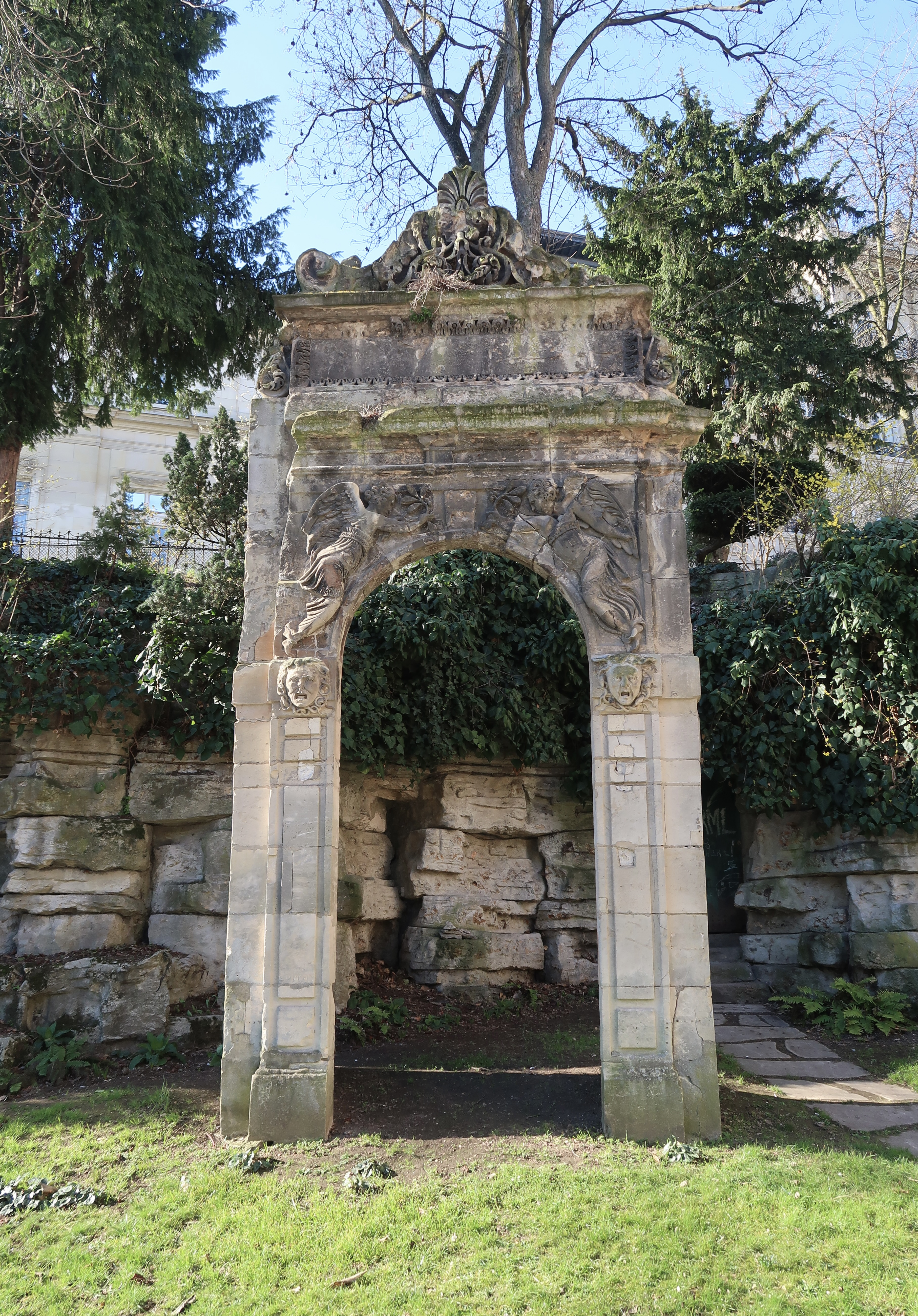

Durant l'exposition universelle de 1900, le pavillon russe est installé dans le côté droit du jardin car il est trop grand pour figurer avec les autres placés « rue des Nations » au quai d'Orsay. Surnommé le « Kremlin du Trocadero », il abrite notamment l'esquisse du tableau d'Henri Gervex Le couronnement de Nicolas II, depuis au musée d'Orsay.

### Jardins de 1937

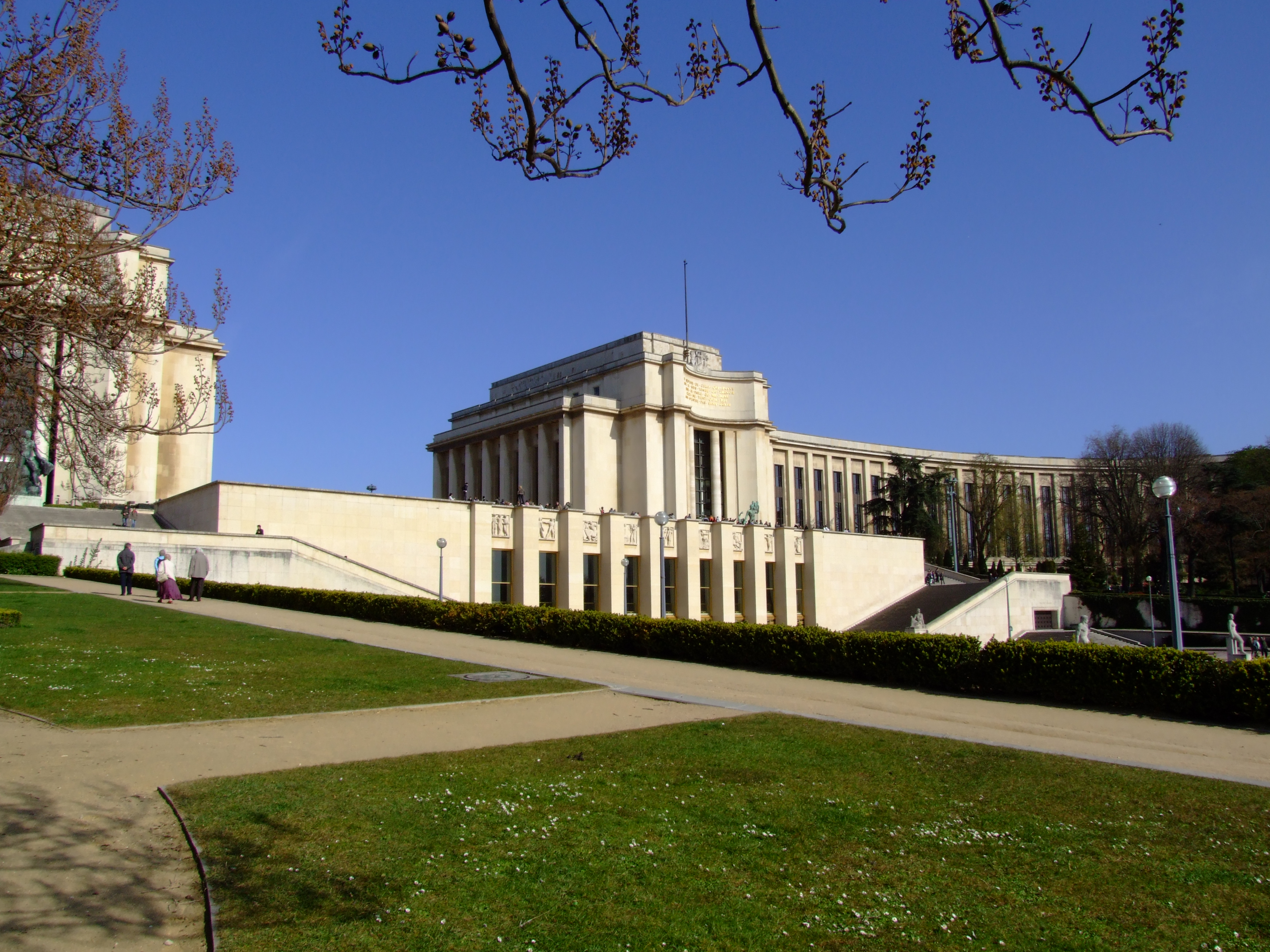
Une partie du palais du Trocadéro vu depuis les jardins (à la gauche).

Restructurés au milieu des années 1930, en même temps que le palais de Chaillot est construit, les jardins du Trocadéro conservent le triptyque « fontaines/plantations/aquarium », gardant dans l'agencement des zones végétales un style Second Empire (sentes sinueuses, petites cascades, rochers, ponts…). En revanche, les zones « pierreuses » des jardins doivent beaucoup à l'architecture monumentale de l'entre-deux-guerres, par exemple la fontaine du Trocadéro (ou « fontaine de Varsovie ») : une série de bassins en cascade domine un grand bassin dont les canons à eaux forment cinquante-six gerbes qui finissent leur course dans huit escaliers d'eau. Le tout est aménagé par l'architecte Roger-Henri Expert, assisté d'Adolphe Tiers et Paul Maître. Du temps de l’exposition de 1867, une cascade se trouvait à la place de la fontaine. Lors de l'Exposition universelle de 1900, les pavillons des colonies et protectorats français sont installés dans les jardins du palais,.
Les jardins sont ponctués d'une multitude de sculptures (à mettre en perspective avec celles, de la même époque, du palais des musées d'Art moderne), dont la plupart datent des années 1930 et sont des commandes à de nombreux artistes sculpteurs par la crise ; « mais, conséquence de cette dispersion, l'unité stylistique et la cohérence iconographiques sont peu assurées », écrit Pascal Ory. On compte un chien et des têtes de chevaux (de Georges Lucien Guyot) et un daim et une tête de taureau (de Paul Jouve) en bronze doré en haut des fontaines alors que dans les escaliers sont installées quatre allégories de pierre (Flore et Pomone de Louis-Aimé Lejeune et Robert Wlérick, couchées, et L'Homme et La Femme de Pierre Traverse et Daniel Bacqué, debout).
Près de la Seine se trouvent La Joie de vivre de Léon Drivier et La Jeunesse de Pierre-Marie Poisson. En revenant vers le palais, sur la terrasse supérieure, se trouvent deux statues colossales en bronze, plus souveraines que viriles : Hercule domptant le taureau de Crète d'Albert Pommier sur l'aile Passy et Apollon musagète d'Henri Bouchard sur l'aile Paris. Moins visibles, deux trilogies allégoriques surplombent les pavillons de tête du côté de la place : La Connaissance humaine de Raymond Delamarre et Les Éléments de Carlo Sarrabezolles ; Pascal Ory juge, pour ces deux dernières œuvres, qu'il s'agit de « la mauvaise intégration d'un propos, essentiellement intellectuel, passant par l'allégorie à un propos, essentiellement plastique, posé et imposé par l'architecture ». Il s'y trouve aussi les monuments Aux combattants polonais d'André Greck (1977) et À l'amiral de Grasse de Paul Landowski (1931).
Les allées en pente qui longent les bassins servent souvent pour les sports de roulettes comme le longboard ou le roller, les riders descendent la pente en dérapant et pratiquant des figures plus ou moins acrobatiques. Les touristes et Parisiens se rafraîchissent souvent dans les bassins en cas de forte chaleur.
L'avenue des Nations-Unies coupe deux fois le parc. Vestiges de l'exposition de 1937, deux passages souterrains permettent de franchir cette avenue.
La fontaine est pour sa part entourée des voies suivantes, portant les noms de souverains : d'ouest en est l'avenue Albert-Ier-de-Monaco, l'avenue Hussein-1er-de-Jordanie et l'avenue Gustave-V-de-Suède. En contrebas du parvis des droits de l'homme se trouve aussi l'esplanade Joseph-Wresinski.
L'aquarium de Paris - Cinéaqua y est situé, sur l'esplanade Bernard-Dupérier.
Durant l'été 2021, les jardins du Trocadéro sont réaménagés de manière éphémère afin d'accueillir une fanzone permettant de suivre les Jeux olympiques de Tokyo. À cette occasion, la fontaine est mise hors-eau, transformée en stade,.

Plan des jardins du Trocadéro.

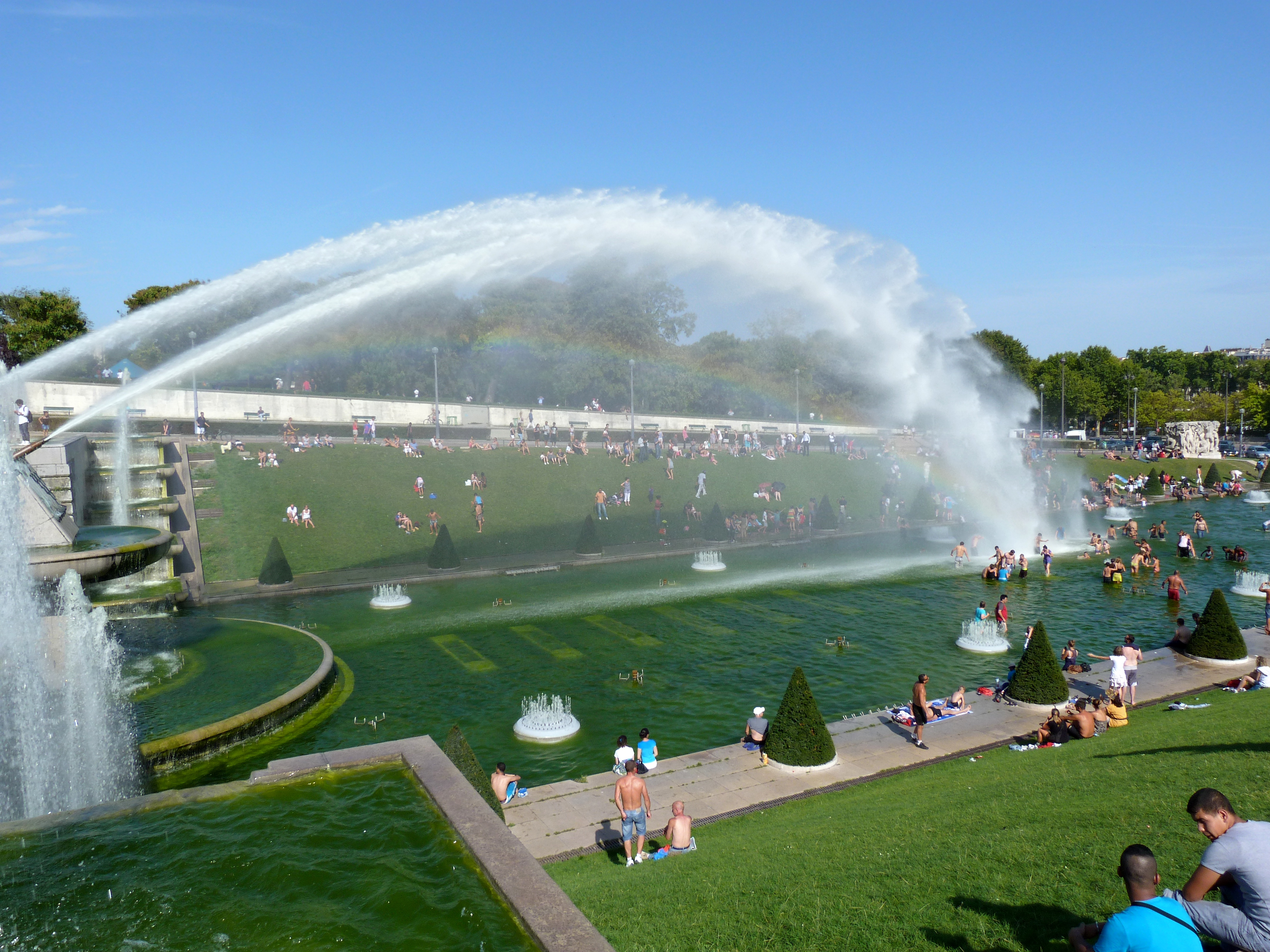
La fontaine, au centre des jardins.
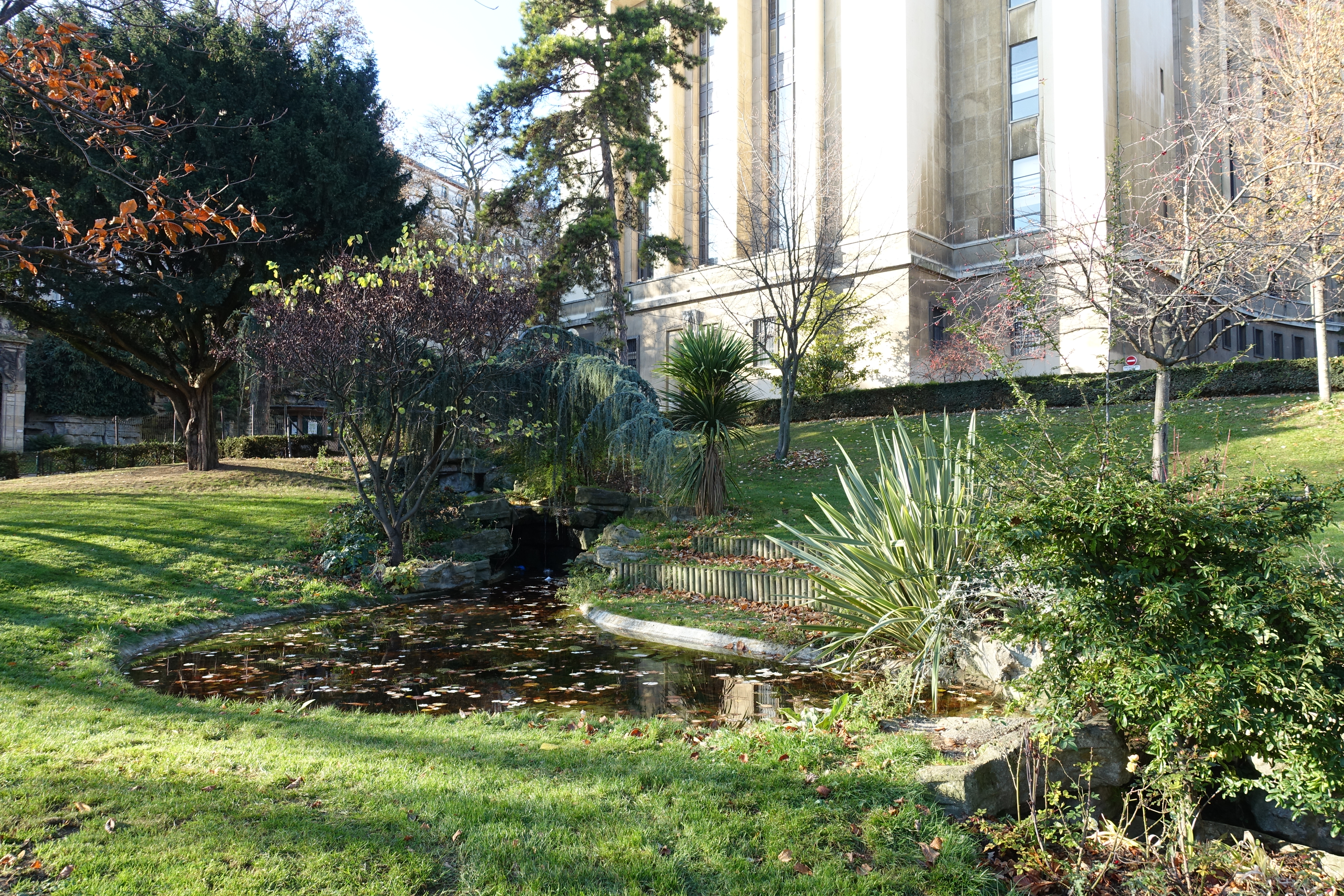
Les jardins, côté ouest.
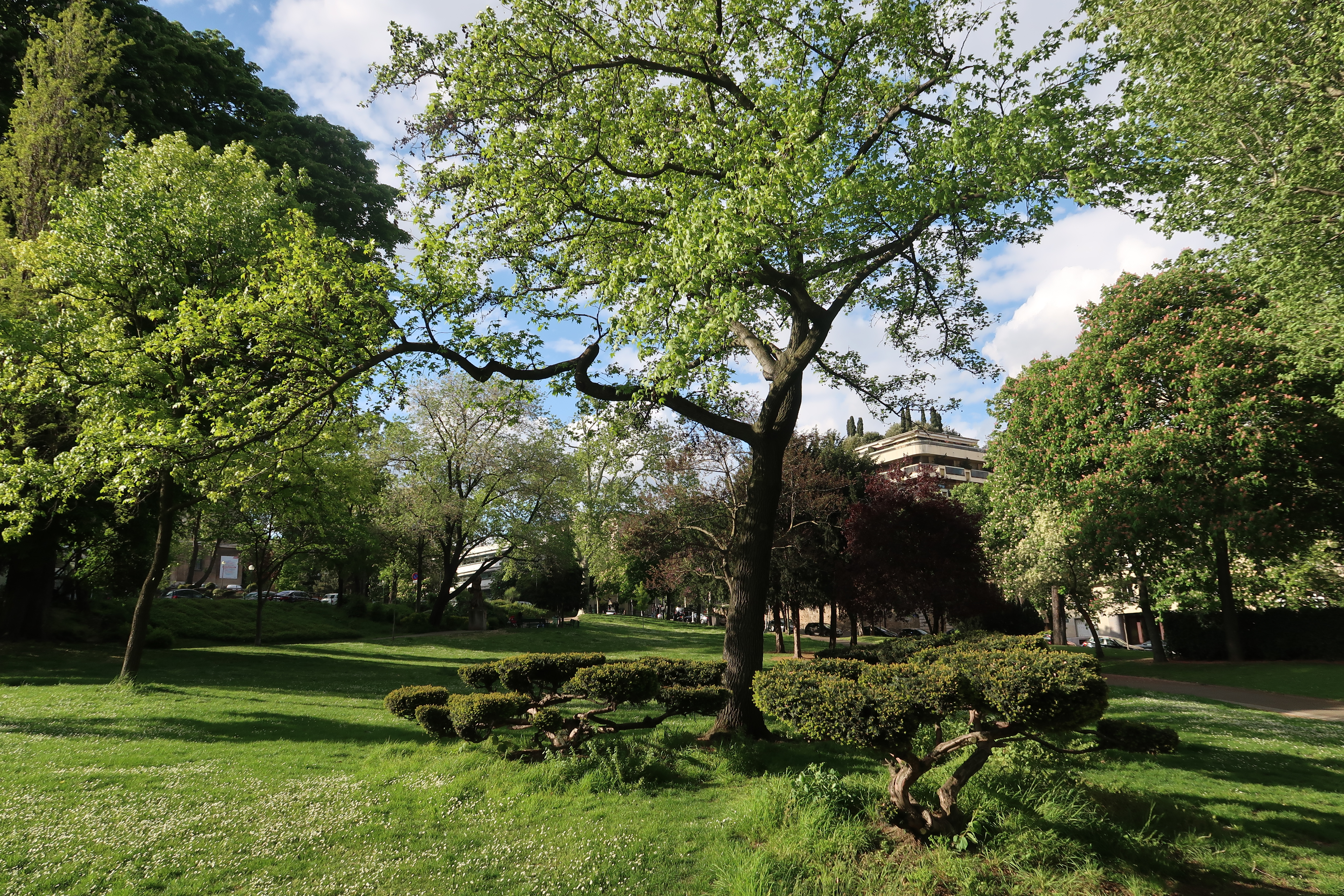
Les jardins en été, côté est.
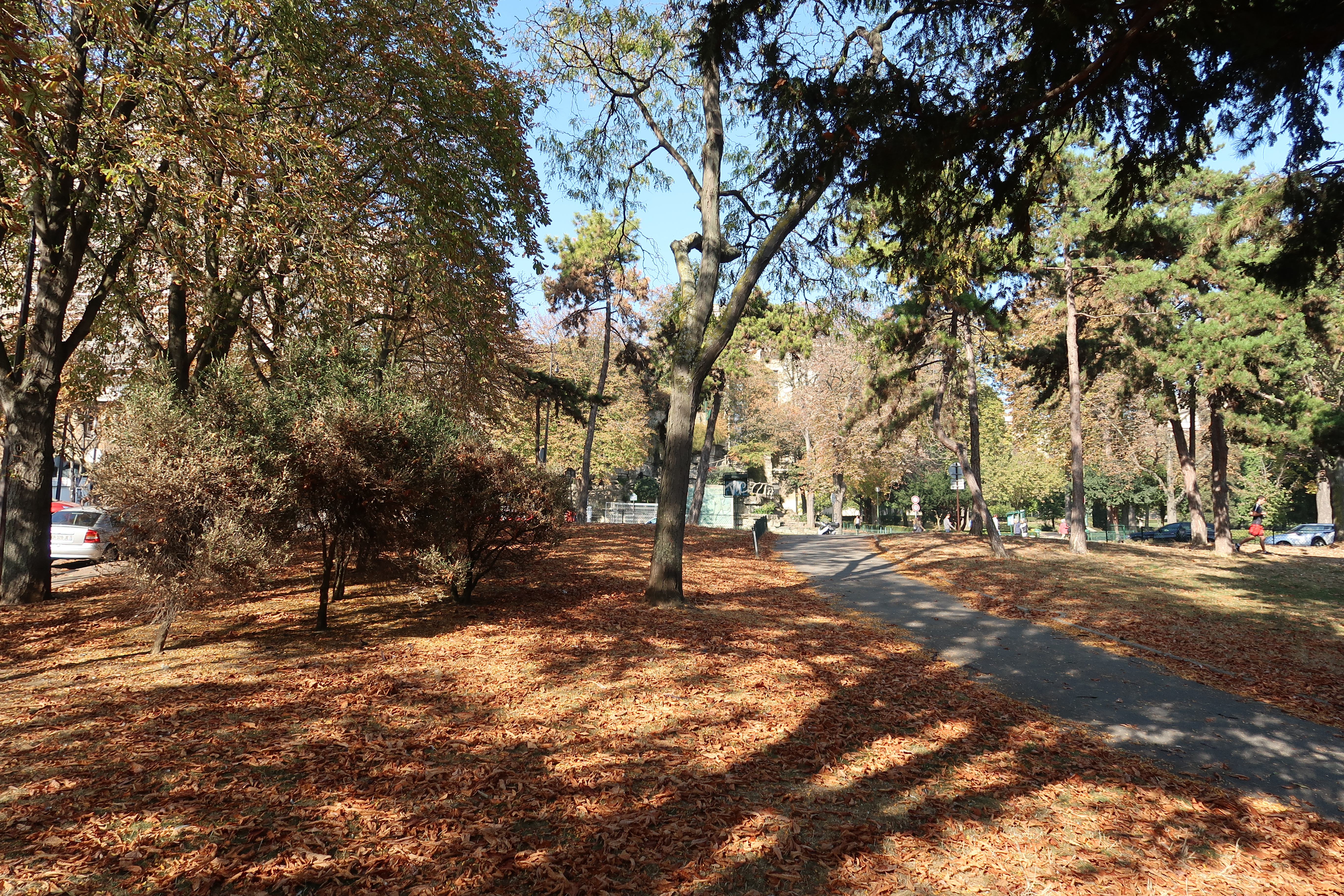
Les jardins en automne.
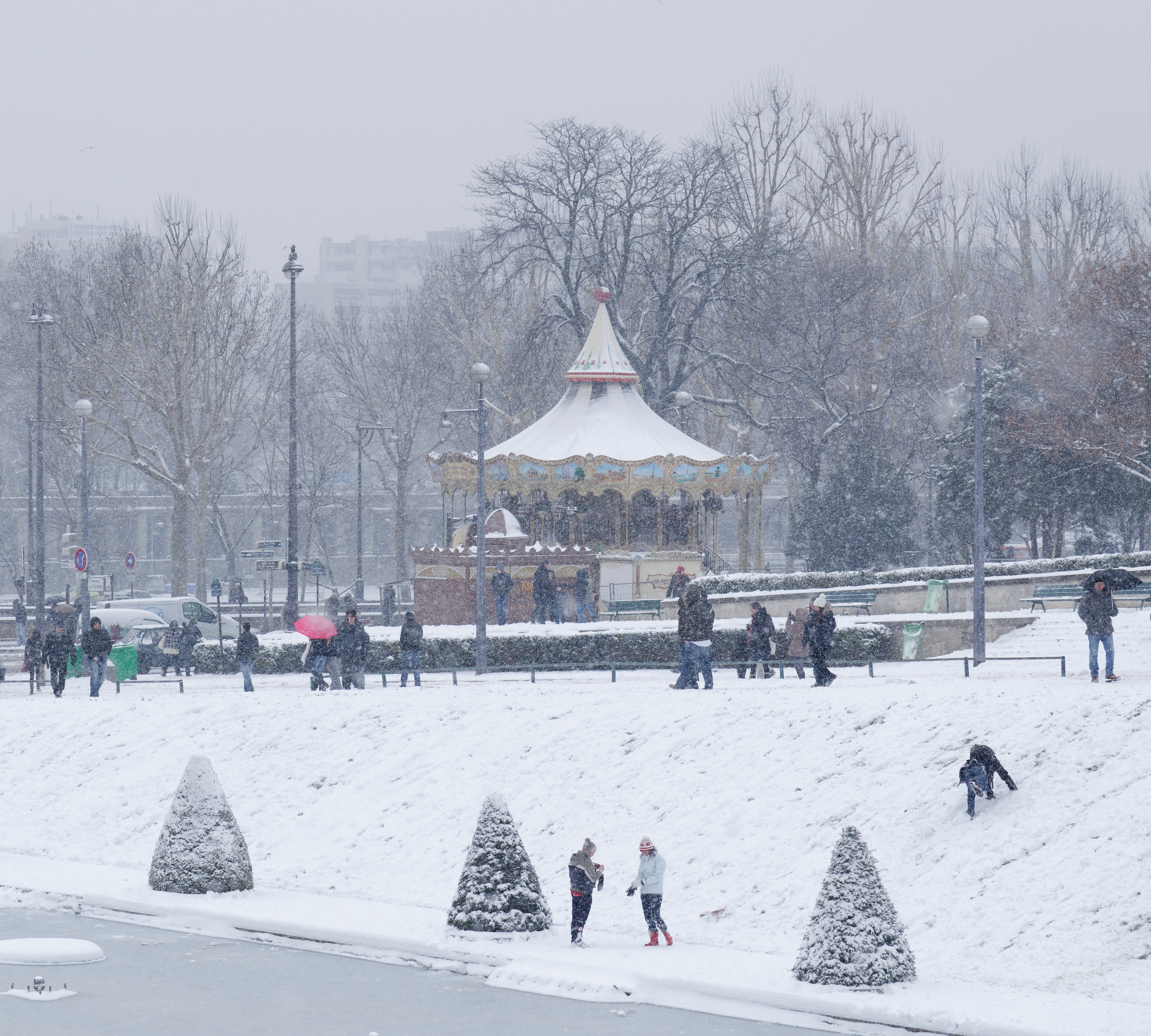
Les jardins en hiver.
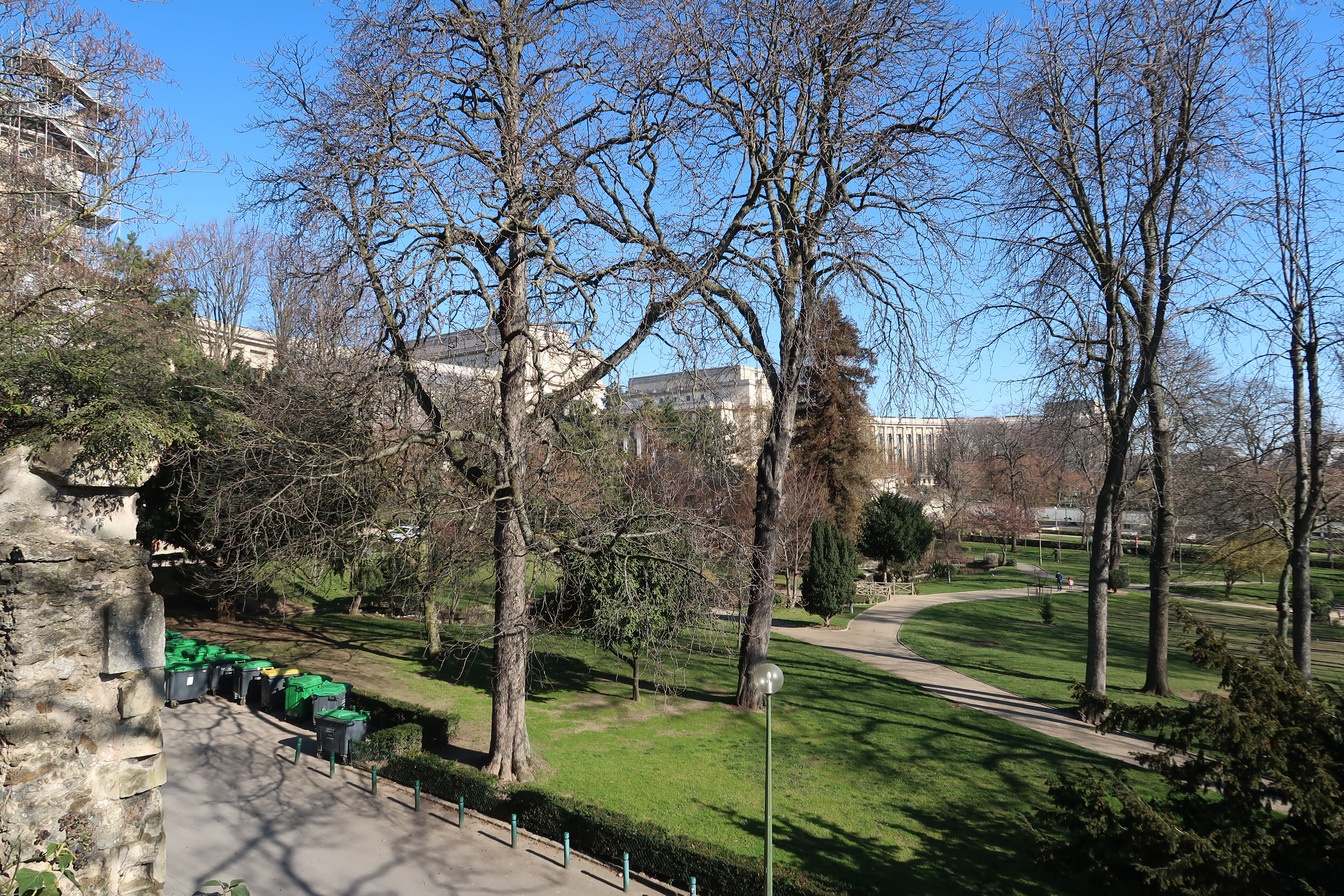
Les jardins en hiver.
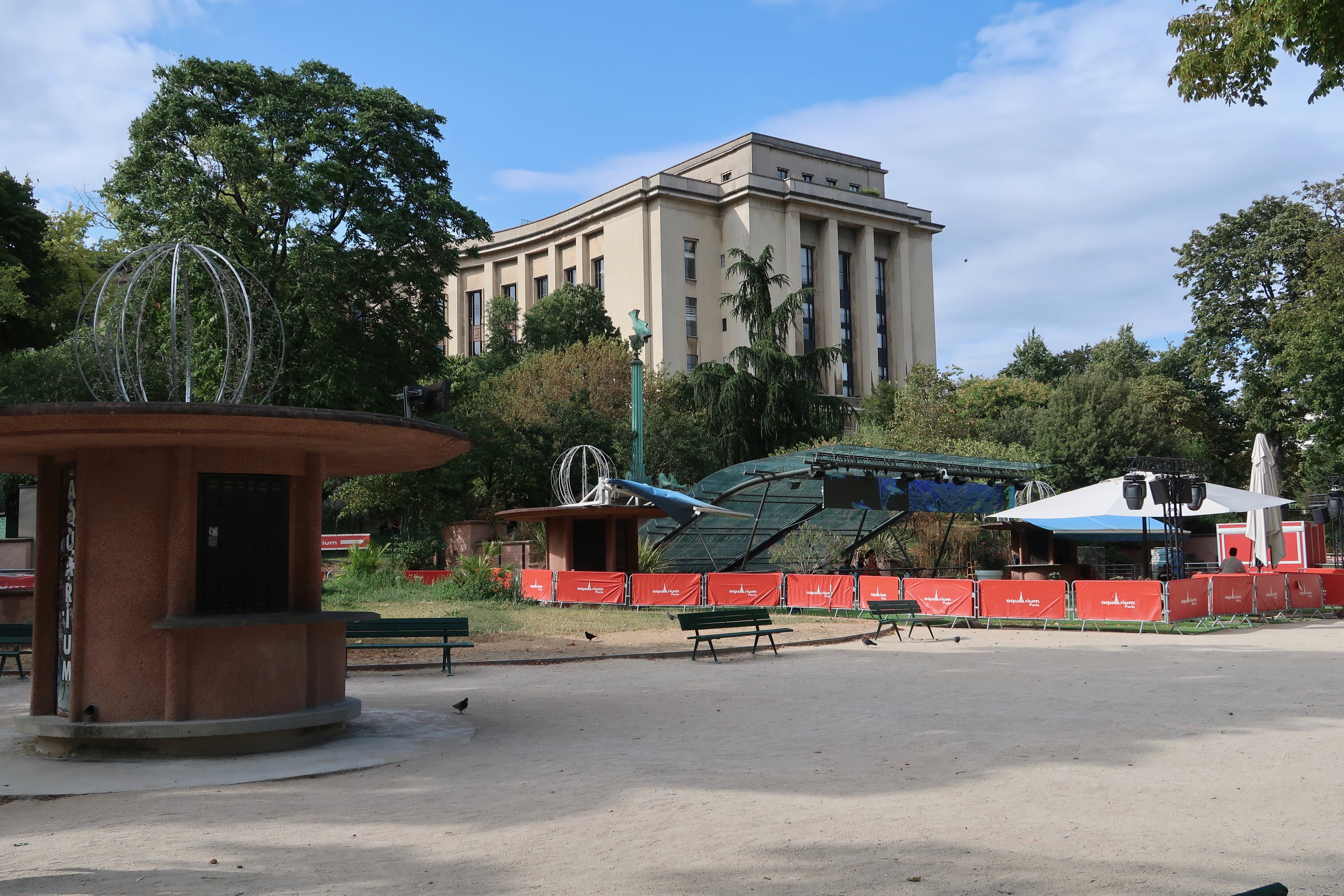
Entrée de l'aquarium.

## Films tournés dans les jardins
- Le Cerveau de Gérard Oury (1969).
- Elle boit pas, elle fume pas, elle drague pas, mais... elle cause ! de Michel Audiard (1970).
- Trocadéro bleu citron de Michael Schock (1978).
- Alias Caracalla d'Alain Tasma (2013).